# Peter Kováč
Peter Kováč (* 16. února 1955, Bratislava) je český kunsthistorik, umělecký kritik a průvodce. Jako novinář se věnoval současnému československému umění a publikoval odborné články o umění gotiky a renesance. Je autorem pěti knih série Stavitelé katedrál, v nichž zpřístupňuje dějiny umění široké vrstvě čtenářů se zájmem o období středověku. Roku 2019 byl oceněn Zlatou svatovojtěšskou medailí Arcibiskupství pražského.

## Studia a zaměstnání
V letech 1975-1980 studoval dějiny umění na Filozofické fakultě Univerzity Karlovy u prof. Jaroslava Pešiny, Jaromíra Homolky, Petra Wittlicha a Jiřího Kropáčka. Během studia v letech 1977-1978 absolvoval dva semestry na Varšavské univerzitě v semináři pro středověké a renesanční umění u prof.Jana Bialostockého a Piotra Skubiszewského. Roku 1980 ukončil studia na FF UK Praha obhajobou disertační práce Švihovští z Ryžmberka a pozdně gotické sochařství a malířství v jihozápadních Čechách.
Od roku 1980 byl redaktorem kulturní rubriky deníku Rudé právo a v letech 1989-2018 deníku Právo. Jako výtvarný kritik psal převážně o současném československém umění. Přispíval články také do Čtvrtletníku pro současné umění, časopisu Salon, Ateliér, Revue Art.
Roku 1990 založil umělecko-historickou agenturu a později i cestovní agenturu a nakladatelství ARS AURO PRIOR. Od roku 2009 provozuje specializované webové stránky o historii a dějinách umění Stavitelé katedrál, kam přispívá odbornými články.

## Dílo
Jako historik umění se specializuje na středověké a renesanční umění.
Roku 2012 se podílel se na dvou výstavních projektech:
- 2012 Europa Jagellonica, GASK Kutná Hora, Varšava, Postupim[2]
- 2012 Cesta ke Zlaté bule sicilské, Ostravské muzeum[3]

Europa Jagellonica byla v roce 2012 nejnavštěvovanější výstavou v České republice.
Knižní projekt Stavitelé katedrál představuje evropské umění a architekturu 13. století. Přípravě prvního dílu o katedrále v Chartres se Peter Kováč věnoval soustavně od roku 1991 a roku 2000 dostal jako dosud jediný z českých historiků zvláštní povolení francouzské Správy památek k prohlídce jinak nepřístupných míst katedrály a fotografování stavby ze střechy a ochozů. V červnu 2009 byl přizván do mezinárodního týmu v rámci semináře Seeking the Origins of Chartres, který organizuje uznávaný znalec francouzské rané gotiky John James.
Pět dosud vydaných svazků má dohromady celkem 2730 stran a dva tisíce původních fotografií. Jsou zde poprvé publikovány některé překlady latinských středověkých dokumentů a traktátů v českém jazyce. Na textech spolupracovalo 34 renomovaných odborníků z devíti zemí, mezi nimi např. Jacques Le Goffa (Francie), Petr Kurmann (Švýcarsko), Willibald Sauerländer (Německo), Max Seidel (Itálie). Projekt je unikátní i tím, že všechny knihy Peter Kováč vydal vlastním nákladem. Dne 15. června 2019 mu při slavnosti sv. Víta ve Svatovítské katedrále na Pražském hradě předal kardinál Dominik Duka Zlatou svatovojtěšskou medaili, jako zvláštní ocenění tohoto výjimečného díla, které vznikalo v průběhu čtvrtstoletí.